# Астрономическая обсерватория Санта Лючия Стронконе
Астрономи́ческая обсервато́рия Са́нта Лючи́я Стронко́не  (итал. Osservatorio Astronomico Santa Lucia Stroncone) — астрономическая обсерватория, основанная в 1989 году в Стронконе, Умбрия, Италия. Обсерватория входила в состав Группы Итальянских астрометристов. Руководителем обсерватории является Антонио Ваньоцци.

## Инструменты обсерватории
- 0,50-m f/2,8 Ричи-Кретьен (до 2002 года, а затем у него было увеличено фокусное расстояние?)[1]
- 500 мм f/7,5 Ричи-Кретьен[2]
- Celestron C11 280 мм f/10
- Baker-Schmidt (англ.) 250 мм f/3
- 105 мм f/14,2 рефрактор ахромат
- SBIG STL-1001E

## Направления исследований
- Открытие астероидов
- Фотометрия астероидов
- Астрометрия астероидов
- Открытие вспышек сверхновых
- Звездная фотометрия

## Основные достижения
- Открыто 168 астероидов с 1993 по 1998 года[3][4]
- 5267 астрометрических измерений опубликовано с 1989 по 2009 года [5]
- Открытие сверхновых: 1996 AE, 1995F и 2004 DG

## Известные сотрудники
- G. Bernabei, V. Risoldi, E. Gregori, F. Lombardi, D. Paluzzi